# San Marino beim Junior Eurovision Song Contest
Teilnehmende Rundfunkanstalt

Erste Teilnahme
2013
Bisher letzte Teilnahme
2024
Anzahl der Teilnahmen
4 (Stand 2024)
Höchste Platzierung
10 (2013)
Höchste Punktzahl
47 (2024)
Niedrigste Punktzahl
21 (2014)
Punkteschnitt (seit erstem Beitrag)
36,5 (Stand 2024)
Punkteschnitt pro abstimmendem Land im 12-Punkte-System
1,49 (Stand 2015)
Dieser Artikel befasst sich mit der Geschichte San Marinos als Teilnehmer am Junior Eurovision Song Contest.

## Vorentscheide

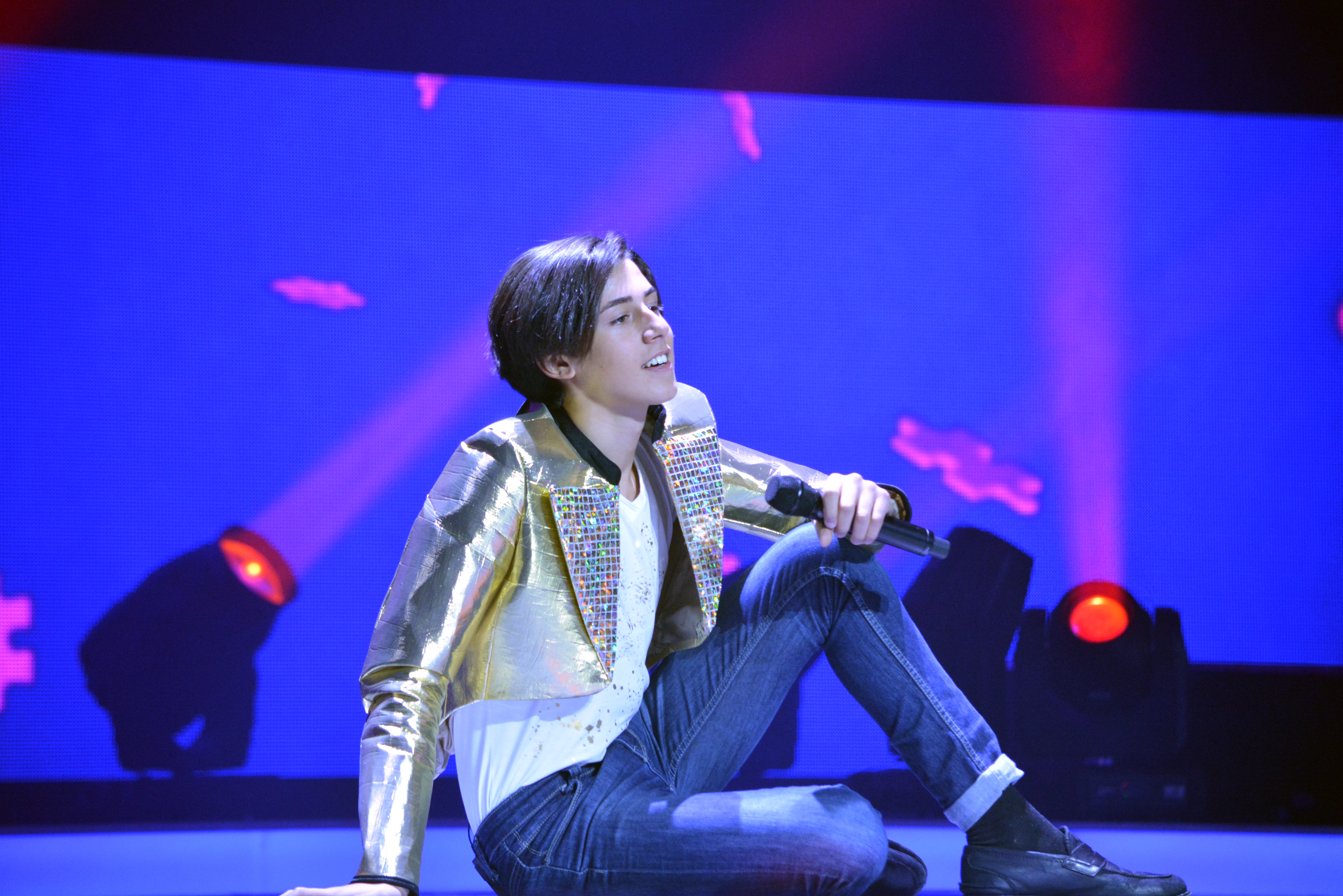
Michele Perniola, 2013 in Kiew

Der Teilnehmer und der Song für 2013 wurde intern gewählt. Die Interpretinnen für 2014 wurden am 29. September 2014 aus dem Teilnehmerfeld des Wettbewerbs Vocine Nuove di Castrocaro ausgewählt. Kamilla Ismailova, eine Russin mit aserbaidschanischen Wurzeln, fragte direkt bei SMRTV an, ob sie San Marino in Sofia vertreten dürfte und wurde schließlich als Interpretin ausgewählt, wobei ihr Titel, der ursprünglich vollständig auf Englisch war, zu 75 % ins Italienische übersetzt werden musste.

## Teilnahme am Wettbewerb
2013 war San Marino der erste westeuropäische Debütant beim JESC seit Portugals Debüt 2006. Zudem wurde zum ersten Mal seit dem schweizerischen Beitrag von 2004 wieder Italienisch gesungen. Durch eine Ausnahmeregelung darf San Marino auch italienische Interpreten wählen, da das Land nur ca. 30.000 Einwohner hat. 2013 kam man auf den 10. von 12 Plätzen. Auch 2014 nahm San Marino am JESC teil und wurde Vorletzter mit 21 Punkten, davon acht aus Italien, einem aus Malta und zwölf von der EBU. Der Teilnehmer von 2013, Michele Perniola, und ein Mitglied der Gruppe von 2014, Anita Simoncini, nahmen 2015 zusammen an der Erwachsenen-Ausgabe des Eurovision Song Contest teil. San Marino bestätigte am 27. September die Teilnahme für 2015. Auch 2015 erreichte San Marino mit Rang 14 von 17 nur einen der hinteren Plätze. Am 14. Juli 2016 gab SMRTV bekannt, dass man sich vom JESC 2016 zurückziehen wird. Gründe für den Rückzug wurden allerdings nicht genannt.
Am 3. September 2024 gab San Marino RTV bekannt, dass man nach neunjähriger Abwesenheit zum Wettbewerb zurückkehren werde, obgleich man zuerst noch abgesagt hatte.

## Liste der Beiträge
| Jahr      | Interpret                | Titel (Musik / Text)                                                              | Sprache                  | Übersetzung               | Platz Teilnehmer (gesamt) | Punkte                   |
| --------- | ------------------------ | --------------------------------------------------------------------------------- | ------------------------ | ------------------------- | ------------------------- | ------------------------ |
| 2013      | Michele Perniola         | O-o-O Sole intorno a me (Antonio Carozza, Massimiliano Messieri, Piero Romitelli) | Italienisch              | O-o-O Sonne um mich herum | 10 / 12                   | 42                       |
| 2014      | The Peppermints          | Breaking My Heart (Antonio Carozza, Luka Medre, Chris Lapolla)                    | Italienisch, Englisch    | Zerbricht mein Herz       | 15 / 16                   | 21                       |
| 2015      | Kamilla Ismailowa        | Mirror (Andrelli, Josefin Glenmark, Piero Romitelli, Kamilla Ismailowa)           | Italienisch, Englisch    | Spiegel                   | 14 / 17                   | 36                       |
| 2016-2023 | Auf Teilnahme verzichtet | Auf Teilnahme verzichtet                                                          | Auf Teilnahme verzichtet | Auf Teilnahme verzichtet  | Auf Teilnahme verzichtet  | Auf Teilnahme verzichtet |
| 2024      | Idols SM                 | Come noi (Miodio)                                                                 | Italienisch              | Wie wir                   | 17 / 17                   | 47                       |

## Punktevergabe
Folgende Länder erhielten die meisten Punkte von oder vergaben die meisten Punkte an San Marino:
| Die meisten vergebenen Punkte | Die meisten vergebenen Punkte | Die meisten vergebenen Punkte |
| Platz                         | Land                          | Punkte                        |
| ----------------------------- | ----------------------------- | ----------------------------- |
| 1                             | Malta                         | 17                            |
| 2                             | Russland                      | 13                            |
| 3                             | Italien                       | 12                            |
| 3                             | Ukraine                       | 12                            |
| 5                             | Armenien                      | 11                            |
| 5                             | Georgien                      | 11                            |

| Die meisten erhaltenen Punkte | Die meisten erhaltenen Punkte | Die meisten erhaltenen Punkte |
| Platz                         | Land                          | Punkte                        |
| ----------------------------- | ----------------------------- | ----------------------------- |
| 1                             | Italien                       | 8                             |
| 2                             | Armenien                      | 4                             |
| 2                             | Russland                      | 4                             |
| 4                             | Georgien                      | 2                             |
| 4                             | Malta                         | 2                             |
| 4                             | Belarus                       | 2                             |

Stand: 2014